# Toxomerus subannulatus
Toxomerus subannulatus là một loài ruồi trong họ Ruồi giả ong (Syrphidae). Loài này được Loew mô tả khoa học đầu tiên năm 1865. Toxomerus subannulatus phân bố ở vùng Tân Nhiệt đới